# Bill Beckley
Bill Beckley (* 11. Februar 1946 in Hamburg (Pennsylvania)) ist ein US-amerikanischer Konzeptkünstler und Fotograf.

## Leben und Werk

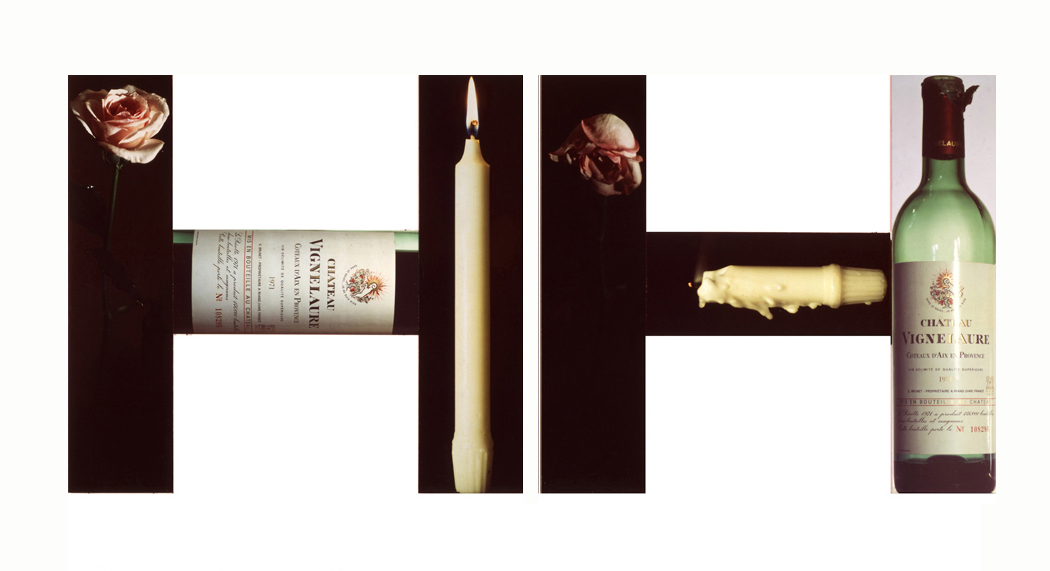
Die Elemente der Romantik (1977)

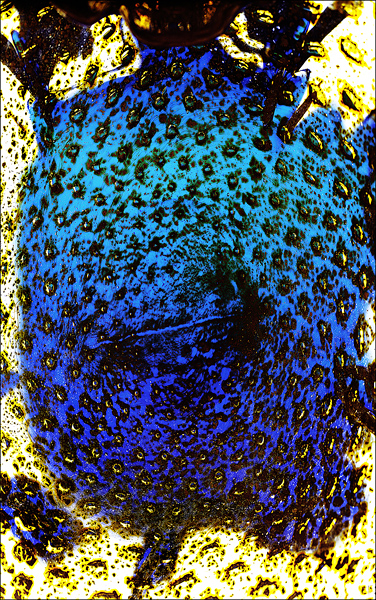
Ilfochrome-Fotografie (2010)

Bill Beckley wurde 1946 in Hamburg, Pennsylvania, einer ländlichen Ortschaft der Amische Gemeinschaft, geboren. Beckley studierte von 1964 bis 1968 an der Kutztown University of Pennsylvania im Borough Berks County. Den Master legte er an der Tyler School of Art in Elkins Park bei Philadelphia ab. Sein Studienkollege Italo Scanga machte ihn bekannt mit Bruce Nauman, Dan Flavin, Sol LeWitt und der Kuratorin Marcia Tucker. Seit 1970 lehrte Beckley an der School of Visual Arts in New York City und ab 1986 an der New York University.
Beckley gehörte, mit Gordon Matta-Clark, Rafi Ferrer, Barry Le Va, Jeffery Lew, Bill Bollinger und Alan Saret zu den Künstlern, die 1970 den 112 Greene Street Workshop in SoHo gründeten. Beckley lernte dort unter anderen Louise Bourgeois, Vito Acconci, Mary Heilmann und Dennis Oppenheim kennen. Verheiratet war Beckley von 1980 bis 1981 mit der Designerin Deirdre Williams. 1986 heiratete er die Bildhauerin Laurie Johenning, mit der er zwei Söhne hat.
Seit 2013 fotografiert Beckley u. a. Blumen. Er arrangiert die Blütenstängel hängend, um sie abzulichten und kehrt die Fotografien anschließend um.

## Ausstellungen (Auswahl)

### Einzelausstellungen
- 1981: International Center of Photography, New York City
- 1984: Retrospektive Museum Abteiberg, Mönchengladbach
- 2008: Ping-Pong Dialogues kuratiert von Jo Melvin, Chelsea Space, London

### Gruppenausstellungen
- 1970: Art in the Mind Kuratorin Athena Spear, Allen Memorial Art Museum, Oberlin (Ohio)
- 1973: Museum of Modern Art, New York City
- 1973: John Gibson Gallery mit David Askevold, John Baldessari, Peter Hutchinson, Jean Le Gac, Italo Scanga, David Tremlett, Ger van Elk, und William Wegman
- 1976: Narrational Imagery: Beckley, Ruscha, Warhol Kurator Sam Hunter, University of Massachusetts, Amherst (Massachusetts)
- 1977: documenta 6, Kassel
- 1979: Story Art Heidelberger Kunstverein, Bonner Kunstverein, Krefelder Kunstverein
- 1980: Pier and Ocean Hayward Gallery, London
- 1980: Kröller-Müller Museum, Otterlo
- 1980: Photographic Art Musée National d’Art Moderne, Paris
- 1981: Alternatives in Retrospect New Museum of Contemporary Art, New York City
- 1983: Kunst mit Photographie Nationalgalerie, Berlin, Kölnischer Kunstverein, Köln, Münchner Stadtmuseum, München, Kunsthalle zu Kiel, Kiel
- 1985: A New Beginning Hudson River Museum, New York
- 1988: This is Not a Photograph Akron Art Museum, Akron
- 1989: Image World: Art and Media Culture Whitney Museum of American Art
- 1997: Numbers Kunstmuseum Stuttgart, Stuttgart
- 1999: Sammlung Falckenberg Museum der bildenden Künste, Leipzig
- 2002: Made in USA Keith Haring, Robert Longo, Kenny Scharf, Bill Beckley, Ludwig Galerie Schloss Oberhausen, Oberhausen

## Auszeichnungen
- 1973: New York Council of the Arts
- 1976: New York Council of the Arts
- 1979: National Endowment for the Arts
- 1986: New York Council of the Arts
- 1997: Stipendium Pollock-Krasner Foundation